# Ana Maria do Palatinado-Neuburgo
Ana Maria do Palatinado-Neuburgo (Neuburgo do Danúbio, 18 de agosto de 1575 – Dornburg, 11 de fevereiro de 1643, foi uma condessa palatina de Neuburgo e uma duquesa de Saxe-Weimar por casamento.

## Vida
Ana Maria era a filha mais velha de Filipe Luís, Conde Palatino de Neuburgo (1547–1614) e da princesa Ana de Cleves (1552–1632), filha de Guilherme, Duque de Jülich-Cleves-Berg e sobrinha da princesa Ana de Cleves, quarta esposa do rei Henrique VIII de Inglaterra.
A 9 de Setembro de 1591, casou-se em Neuburgo com Frederico Guilherme I, Duque de Saxe-Weimar (1562–1602).  Para celebrar o seu casamento, foi cunhada uma medalha em ouro na qual era representado o casal, um de cada lado com um busto. Em 1604, Ana Maria partiu de Weimar com os filhos para Altemburgo, que tinha ganho independência recentemente como Ducado de Saxe-Altemburgo.  Depois de ficar viúva em 1602, Ana Maria entrou num estado descrito como de "profunda tristeza" e, a partir de 1612, passou a viver separada dos filhos, na propriedade que tinha recebido como herança de viúvez, na cidade de Dornburg. Quando um exército croata liderado pelo general Tilly atacou o seu castelo em 1631, durante a Guerra dos Trinta Anos, Ana Maria conseguiu resistir aos atacantes, mas ficou ferida numa bochecha. Os habitantes da cidade socorreram-na no seu castelo, o que foi essencial para afastar os atacantes. Como sinal de gratidão, a duquesa doou um cálice à igreja local.
Ana Maria morreu em 1643 e encontra-se sepultada na cripta real da Igreja de Brethren em Altemburgo.

## Descendência
Do seu casamento com Frederico Guilherme I, Ana Maria teve os seguintes filhosː
1. João Filipe, Duque de Saxe-Altemburgo (25 de Janeiro de 1597 – 1 de Abril de 1639), duque de Saxe-Altemburgo entre 1602 e 1639. Casou-se com a princesa Isabel de Brunswick-Wolfenbüttel; com descendência.
2. Ana Sofia de Saxe-Weimar (3 de Fevereiro de 1598 – 20 de Março de 1641), casada com o duque Carlos Frederico de Münsterberg-Öls.
3. Frederico, Duque de Saxe-Altemburgo (12 de Fevereiro de 1599 – 24 de Outubro de 1625), morreu em batalha sem deixar descendentes.
4. João Guilherme, Duque de Saxe-Altemburgo (13 de Abril de 1600 – 2 de Dezembro de 1632), morreu num acampamento militar sem deixar descendentes.
5. Doroteia de Saxe-Altemburgo (26 de Junho de 1601 – 10 de Abril de 1675), casada com Alberto IV, Duque de Saxe-Eisenach.
6. Frederico Guilherme II, Duque de Saxe-Altemburgo (12 de Fevereiro de 1603 –  22 de Abril de 1669), duque de Saxe-Altemburgo entre 1639 e 1669. Casado primeiro com a princesa Sofia Isabel de Brandemburgo; sem descendência. Casado depois com a condessa Madalena Sibila da Saxónia; com descendência.

## Genealogia
| Ana Maria do Palatinado-Neuburgo | Pai: Filipe Luís, Conde Palatino de Neuburgo | Avô paterno: Wolfgang, Conde Palatino de Zweibrücken         | Bisavô paterno: Luís II, Conde Palatino de Zweibrücken            |
| Ana Maria do Palatinado-Neuburgo | Pai: Filipe Luís, Conde Palatino de Neuburgo | Avô paterno: Wolfgang, Conde Palatino de Zweibrücken         | Bisavó paterna: Isabel de Hesse, Condessa Palatina de Zweibrücken |
| Ana Maria do Palatinado-Neuburgo | Pai: Filipe Luís, Conde Palatino de Neuburgo | Avó paterna: Ana de Hesse                                    | Bisavô paterno: Filipe I de Hesse                                 |
| Ana Maria do Palatinado-Neuburgo | Pai: Filipe Luís, Conde Palatino de Neuburgo | Avó paterna: Ana de Hesse                                    | Bisavó paterna: Cristina da Saxónia                               |
| Ana Maria do Palatinado-Neuburgo | Mãe: Ana de Cleves                           | Avô materno: Guilherme, Duque de Jülich-Cleves-Berg          | Bisavô materno: João III, Duque de Cleves                         |
| Ana Maria do Palatinado-Neuburgo | Mãe: Ana de Cleves                           | Avô materno: Guilherme, Duque de Jülich-Cleves-Berg          | Bisavó materna: Maria de Jülich-Berg                              |
| Ana Maria do Palatinado-Neuburgo | Mãe: Ana de Cleves                           | Avó materna: Maria da Áustria, Duquesa de Jülich-Cleves-Berg | Bisavô materno: Fernando I do Sacro Império Romano-Germânico      |
| Ana Maria do Palatinado-Neuburgo | Mãe: Ana de Cleves                           | Avó materna: Maria da Áustria, Duquesa de Jülich-Cleves-Berg | Bisavó materna: Ana da Boêmia e Hungria                           |